# Hidemasa Morita
Hidemasa Morita (født 10. maj 1995) er en japansk fodboldspiller. Han har spillet på Japans fodboldlandshold.

## Japans fodboldlandshold
| Japans landshold | Japans landshold | Japans landshold |
| År               | Kmp              | Mål              |
| ---------------- | ---------------- | ---------------- |
| 2018             | 2                | 0                |
| Total            | 2                | 0                |